# Urdaneta (Miranda)
Urdaneta é um município da Venezuela localizado no estado de Miranda.
A capital do município é a cidade de Cúa.